# Кудрявка (станція)
Кудря́вка — пасажирський залізничний зупинний пункт Лиманської дирекції Донецької залізниці на лінії Ступки — Попасна між станціями Ступки (5 км) та Деконська (8 км). Навпроти зупинного пункту Кудрявка розташований зупинний пункт 473 км на лінії Микитівка — Сіверськ. Розташований у смт Красна Гора, Бахмутський район, Донецької області.
Через економічну недоцільність пасажирський рух на даній ділянці припинений, а від станції Деконська колії демонтовано.